# Universal Carrier

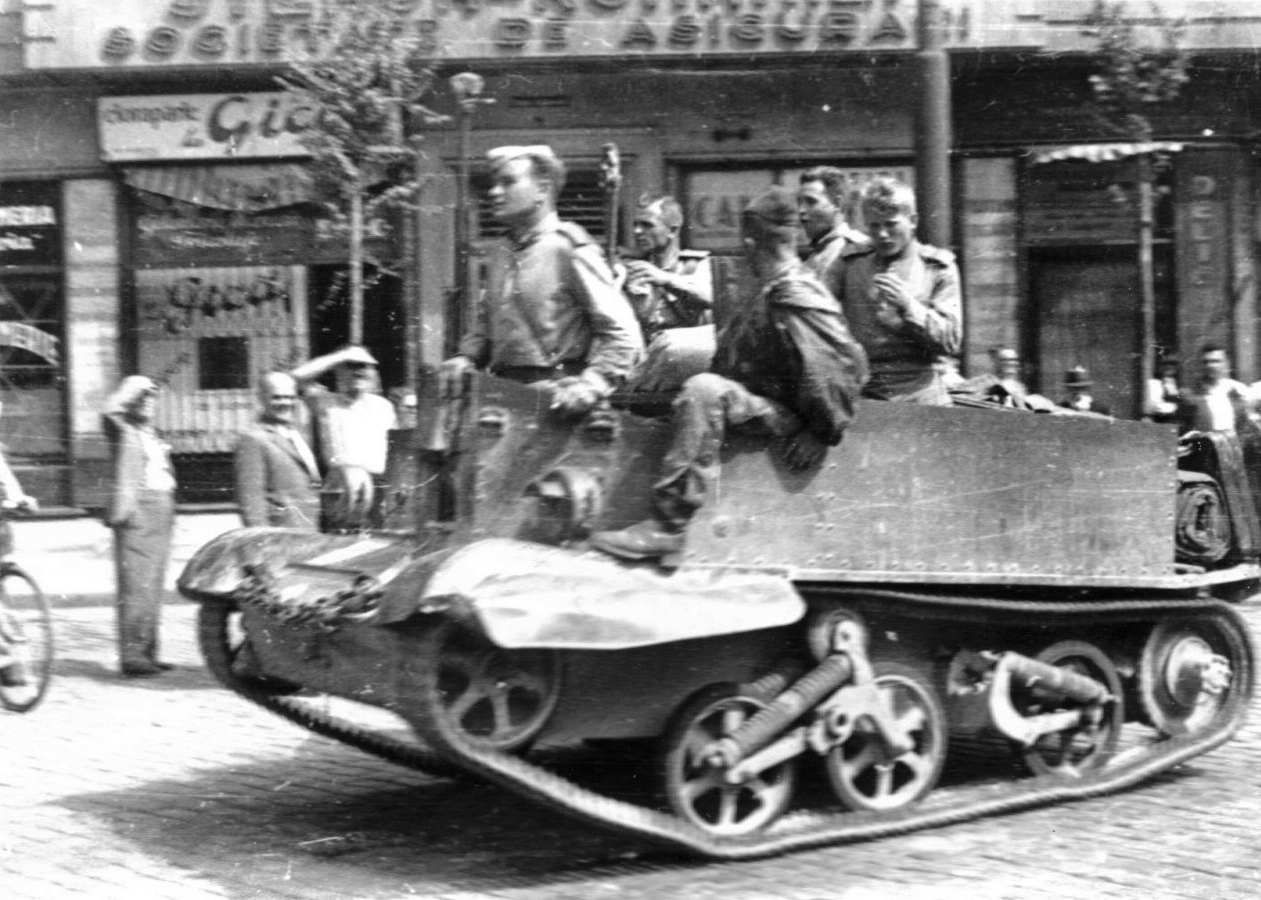
Vstup sovětské armády do Bukurešti v srpnu 1944. Foceno poblíž bulváru Karla I. Na fotografii je britský Universal carrier, pronajatý v rámci smlouvy "Lend-Lease" Sovětům

Universal Carrier byl patrně nejrozšířenější britský obrněný transportér známý také pod jménem Bren Gun Carrier (i v případě, kdy byl bez kulometu BREN). Dokázal dopravovat 5 mužů nejvyšší rychlostí kolem 50 km/h. Vozidlo mohlo být vyzbrojeno i kulometem Vickers.
Byl výsledkem experimentování britské armády s tanky, kvůli zkušenostem z 1. světové války. Hlavní využití vozidlo našlo u průzkumných jednotek, ale bylo využíváno i v dalších rolích podobně jako německý SdKfz 250 a SdKfz 251. Bylo vyrobeno přes 35 000 těchto vozidel a některé verze byly vyzbrojeny kulometem značky BREN.
Obrněné transportéry Universal Carrier měla ve výzbroji jak Československá samostatná obrněná brigáda na západě (postupně verze Mk.I, Mk.II a Mk.III), tak i 1. československý armádní sbor na východě (verze Mk.II).
V současné době se v České republice nachází čtyři provozuschopné Carriery (verze Universal Carrier Mk.I, Universal Carrier Mk.II*, Mortar Carrier Mk.II a Universal Carrier MK.III).